# Ferrari 812 Superfast
Ferrari 812 Superfast (tip F152M) este un grand tourer cu motor frontal-mijloc, tracțiune spate, produs de producătorul italian de mașini sport Ferrari, care a debutat la Salonul Auto de la Geneva din 2017. 812 Superfast este succesorul F12berlinetta.